# مه‌دود

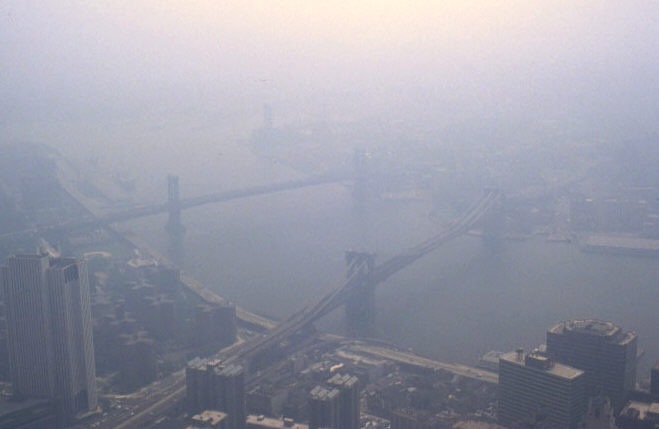
دودمه در نیویورک در سال ۱۹۸۸ میلادی از که از بالای مرکز تجارت جهانی دیده می‌شود.

مه‌دود  یا دودمِه نوعی از آلودگی هوا است. دودمه زمانی ایجاد می‌شود که گازهای خروجی موتورهای درون‌سوز و دودهایی که از کارخانه‌های صنعتی تولید می‌کنند در هوا در اثر نور خورشید تبدیل به نوع دومی از آلودگی می‌شود که با آلودگی‌های اولیه نیز ترکیب شده و دودمه فتوشیمیایی را تولید می‌کند. دی‌اکسید نیتروژن در ایجاد دودمه تأثیرگذار است و رنگ قهوه‌ای آن موجب رویت‌پذیری دودمه می‌شود. دودمه همچنین در اثر سوختن مقادیر زیادی زغال در یک منطقه و مخلوط شدن دود و گوگرد دی‌اکسید نیز ایجاد می‌شود.